# Tumeur carcinoïde bronchique
La tumeur carcinoïde du poumon est une tumeur neuroendocrine rare bien différenciée.
Elle représente 1 à 2 % des tumeurs pulmonaires. Elle est symptomatique dans la moitié des cas et  peut se manifester par une hémoptysie ou une pneumonie (surtout si la localisation est centrale) ; les cas asymptomatiques, souvent de localisation périphérique, sont souvent découverts accidentellement.

## Épidémiologie
Les tumeurs carcinoïdes bronchiques sont rares, avec une incidence comprise entre 0,2 et 2 cas pour 100 000 habitants en Europe et aux États-Unis. Elles composent 1 à 2 % des tumeurs primitives pulmonaires et un quart à un tiers des tumeurs neuroendocrines bien différenciées. Un meilleur diagnostic histologique est responsable d'une augmentation du nombre de cas d'environ 6 % par an depuis 30 ans.
Deux types de tumeurs carcinoïdes bronchiques existent : typiques et atypiques. Les formes typiques sont 8 à 10 fois plus fréquentes que les formes atypiques.
Les femmes sont un peu plus souvent touchées que les hommes. Les adultes entre 40 et 60 ans sont les plus touchés, avec un âge moyen de 45 ans pour les tumeurs carcinoïdes typiques et de 55 ans pour les tumeurs carcinoïdes atypiques. Chez les enfants et les adolescents, il s'agit de la tumeur pulmonaire la plus fréquente.

## Facteurs de risque
Le tabagisme n'est pas un facteur de risque des tumeurs carcinoïdes bronchiques, mais est plus fréquemment associé aux formes atypiques qu'aux formes typiques.
La plupart des tumeurs carcinoïdes bronchiques sont des formes sporadiques, mais il existe des formes familiales. Environ 5 % des patients porteurs d'une néoplasie endocrinenne multiple type 1 (NEM 1) développent ce type de tumeur.

## Manifestations cliniques

### Symptomatologie respiratoire
Les signes cliniques sont très variables en fonction de la localisation de la tumeur, qui peut être centrale ou périphérique. Seules les tumeurs centrales entraînent une symptomatologie respiratoire, qui est dominée par les infections pulmonaires récidivantes (lorsque la tumeur obstrue tout ou partie d'une bronche), la toux, l'hémoptysie, la dyspnée et la douleur thoracique.
Dans de rares cas, une hypersécrétion hormonale par la tumeur (cortisol, ACTH, GHRH ou encore IGF1) est responsable d'un syndrome de Cushing.

### Syndrome paranéoplasique
Rarement, un syndrome carcinoïde est présent et se manifeste par des diarrhées motrices et des flush.

## Diagnostic

### Fibroscopie bronchique
Dans les tumeurs proximales, la fibroscopie bronchique permet d'établir le diagnostic de certitude par la réalisation de biopsies.

### Imagerie
La radiographie pulmonaire et la tomodensitométrie (TDM) retrouvent une tumeur généralement arrondie ou polylobée, bien limitée. En cas d'obstruction bronchique par la tumeur, une atélectasie, des bronchectasies, des séquelles de pneumopathie, voire un abcès pulmonaire peuvent être observés dans le territoire d'aval.
Le TEP scanner au FDG n'est utile que dans les formes atypiques. L'Octréoscan lui est généralement préféré car plus spécifique.

## Anatomie pathologique

### Histologie
Les tumeurs carcinoïdes bronchiques sont des tumeurs neuroendocrines, développées à partir des cellules neuroendocriniennes matures contenues dans le tissu pulmonaire, et n'ont pas de lien avec les cancers bronchiques à petites cellules et non à petites cellules. Elles sont en revanche proches des carcinomes neuroendocrines à grandes cellules.
La classification des tumeurs carcinoïdes bronchiques suit le référentiel de 2004 de l'OMS, qui depuis 1999 les divise en deux types : typique et atypique. Les carcinoïdes typiques ont une malignité de bas grade, et les atypiques de grade intermédiaire. Les tumeurs carcinoïdes typiques présentent moins de 2 mitoses par 2 mm2, sans nécrose associée. Les tumeurs atypiques, au contraire, présentent 2 à 10 mitoses par 2 mm2 et/ou des plages de nécrose intratumorale.
L'expression de l'antigène Ki-67 peut être un marqueur pronostic.

### Stadification
La même classification TNM que pour les autres cancers du poumon est utilisée.

## Traitement
Le traitement des tumeurs carcinoïdes est principalement chirurgical.
Un syndrome de Cushing associé peut être traité par métapyrome, et un syndrome carcinoïde par analogues de la somatostatine.